# Nerf
NERF（以大寫作為NERF商標）是帕克兄弟和孩之寶公司目前所擁有的玩具品牌。NERF商標意義為“非發漲海綿”的縮寫。推出的大部分玩具是各種非發漲海綿為基礎的玩具槍枝，但也有幾種不同類型的Nerf玩具，如足球，籃球和其他運動球。最值得注意的是nerf玩具子彈槍（孩之寶以“槍枝”為簡稱 ），射擊Nerf泡沫塑料製成的子彈。整個 20世紀 70年代，由於許多此類玩具發布，Nerf產品往往明亮的霓虹色彩和軟紋理類似的Nerf球。從20世紀90年代直至現在的口號是“It's nerf or nothin'！”。

## 歷史

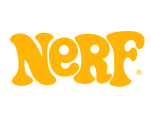
原始Nerf球 logo (1969-1990)

原始的Nerf標誌（1969年至1990年）是由帕克兄弟最初開發的nerf四英寸（102毫米）聚氨酯泡沫球開始。遊戲仔細研究後，帕克兄弟公司決定，以消除一切泡沫球以外的產品。在1970年推出的nerf球作為“世界上第一個正式的室內球”。上市後，公司聲稱:“扔在室內;你不會破壞燈具或打破窗戶，你不會傷害嬰兒或老人”這種nerf球充滿強勁的消費需求，並在1969年年底前售出超過四百萬的Nerf球。首先是4英寸（102毫米）的球，其次是一個較大的版本，所謂的“超級Nerf球”。不久後，於 1972年，推出另外一種泡沫塑料球，稱為“Nerfhoop”的Nerf足球加入家族。Nerfhoop迅速成為最流行的Nerf球。
帕克兄弟公司不斷增加nerf系列，直到他們把控制權交給肯納產品（kenner product）的姊妹公司，孩之寶公司在1991年通過收購的薰草公司收購nerf系列。在整個1990年代和21世紀初，子公司OddzOn和Larami仍然擁有nerf品牌，直到孩之寶完全控制nerf品牌。
近年Nerf系列還在不斷擴大，包括翻新舊產品，添加全新的面貌等。當前發行的Nerf產品範圍從各種體育球，泡沫塑料槍枝，現在到電玩遊戲及配件。
2013年，Nerf專為陽剛氣重的女孩們開發了Nerf Rebelle系列。

## Nerf 材質
海綿狀結構材料nerf泡沫塑料(Non-Expanding Recreational Foam)。由聚酯樹脂和二氧化碳發生反應而釋放一種化合物。正是這種氣體，與聚氨酯結合，反過來又使質地柔軟和輕量。

## 產品

### Nerf體育
Nerf具有廣泛的泡沫塑料成型的各種體育球。這個系列是目前市場上銷售Nerf sports或N-sports。他們用不同的顏色和功能設計，他們的一些足球擁有不同的配色（如由NFL授權的標誌）。一個系列被稱為Vortex（不要混淆和nerf槍枝相同名稱的系列：vortex）由類似魚雷和設計飛行更長的距離，在一端附加尾部件的足球。

### Nerf玩具槍枝
目前，該公司最受歡迎的產品是Nerf玩具槍枝，這是用來發射泡沫塑料子彈的玩具槍。
子彈的各種形式：
魔術貼子彈'可以粘住Nerf背心,用於DART TAG系列的玩具槍枝;
音速子彈,發射時會發出的呼嘯聲。
吸盤子彈,吸住光滑的表面;
普通子彈,用於專用彈匣;
NERF槍枝系列包括兩個主要的分線：N - Strike和 DART TAG
在2011年9月，孩之寶推出的Nerf槍枝第三系列稱為vortex。這些槍枝發射綠色碟形子彈，射程可達70英尺。
另外'吸盤子彈,普通子彈和碟形子彈 均設有夜光版good
Larami一直持有SuperSoaker的銷售版權，同時也是廣受歡迎的水槍。近年，孩之寶已經發布了Nerf品牌的SuperSoaker水槍。

### Nerf Rebelle 蕊貝兒
隨著堅強、勇敢的女孩愈來愈多，2013年NERF開始發售女孩版的NERF玩具槍枝和玩具弓箭，名稱Rebelle是結合了rebel(反叛)和belle(美人)之意，廣告主題曲為新血霍克樂團的iTunes當週最佳單曲 We Come Running。這系列連同小馬國女孩成為同年孩之寶女童玩具收入大增的功臣。2016年與分歧者電影合作推出赤誠者玩具系列。

### 電玩遊戲
Nerf亦製作了在PlayStation 2，任天堂DSi，DSlite，3DS和Wii电子游戏配件。 Visionary Media 公司在1999年發布的第一人稱射擊Nerf arena blast（或NAB，有稱ARENA BLAST）。
EA games與孩之寶合作，發布了2008年电子游戏Nerf N - Strike和其2009年的續集Nerf N -strike Elite。這兩款遊戲附送NERF玩具槍枝 Switch Shot EX- 3(可發射NERF子彈和配合Wii遙控器配件)。

### 影片
自從影片分享網站Youtube，開始有人實拍玩Nerf玩具槍槍戰，部分還加了真槍的聲音，增加收視度和增加觀看者的刺激感。在Youtube比較有名的頻道有 Gun vs Gun 及 PDK Films。